# Departamento Pocho
Pocho es un departamento ubicado en el oeste de la provincia de Córdoba, República Argentina. Se llamó Departamento Eva Perón desde 1952 hasta 1955.

## Geografía
La totalidad de este pequeño departamento se encuentra en la región llamada Valle de Traslasierra teniendo como límites orientales a las Sierras Grandes. Gran parte del territorio es una meseta llana de unos 1000 metros sobre el nivel del mar llamada Pampa de Pocho sobresalen en tal llano y elevado relieve los conos de los volcanes extintos Poca, Boroa y Velis.
El clima es predominantemente continental. El Dpto. Pocho es atravesado por varios ríos y arroyos, entre los cuales se encuentran el Río Jaime, de agua dulce, y el Arroyo Cachimayo, de agua salada. Hasta sus límites con la Provincia de La Rioja (Argentina) se extiende el  Parque nacional Traslasierra.

### Límites
Al norte limita -siendo el límite un paralelo- con el departamento Minas y al sur una serie de líneas geodésicas "escalonadas" hacen el límite con el departamento San Alberto, al este la Sierra Grande señala el límite con el departamento Cruz del Eje, al oeste un meridiano señala el límite con la provincia argentina de La Rioja.

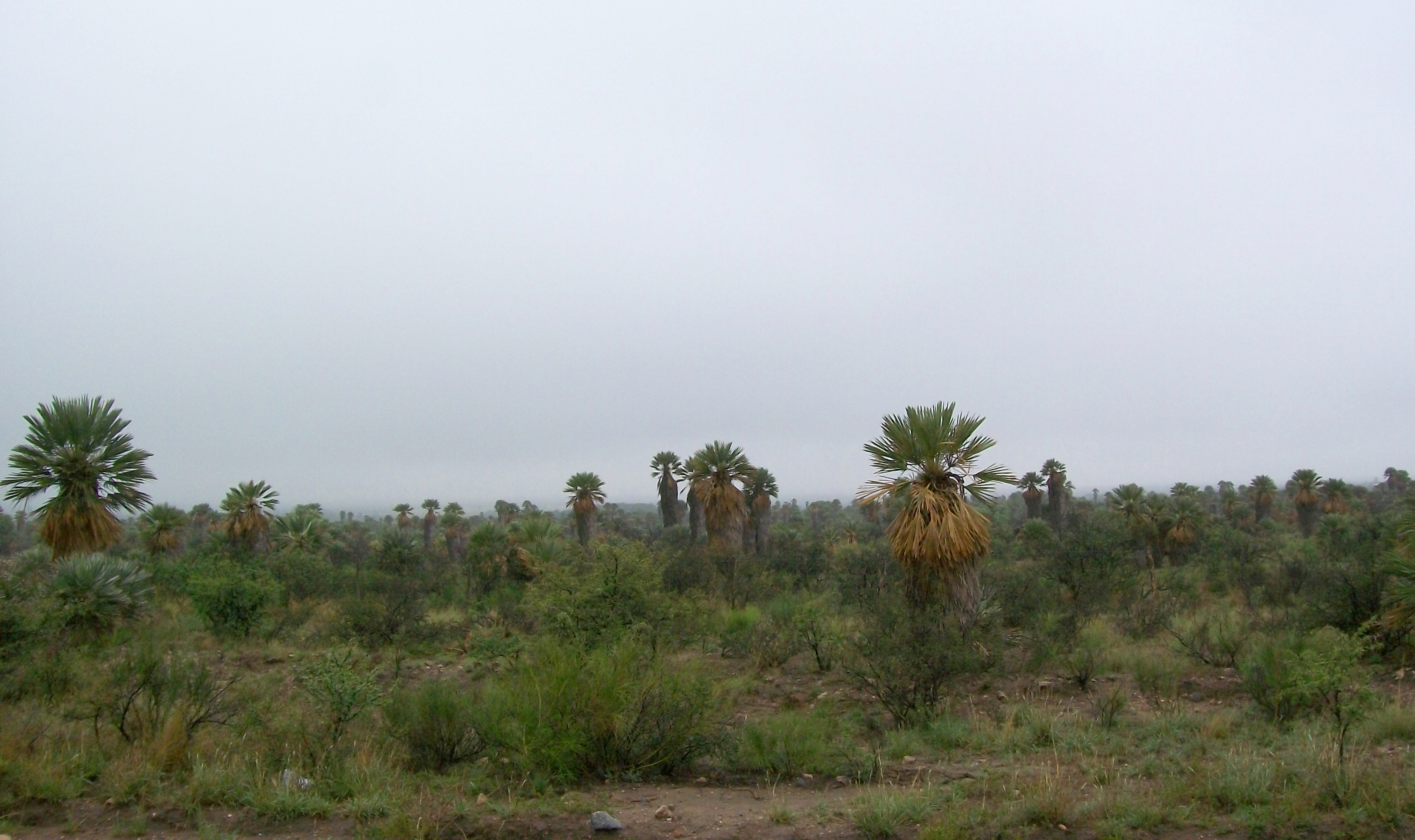
Palmares en la zona no agrícola de Pampa de Pocho.

### Comunicaciones
La principal vía de comunicación terrestre es la ruta provincial 15 que corre de norte a sur vinculando a Salsacate con las poblaciones de San Carlos Minas (capital del departamento de Minas),  Villa de Soto y Cruz del Eje en el departamento de Cruz del Eje y Villa Cura Brochero y Mina Clavero en el departamento de San Alberto. De este a oeste la ruta provincial 28, que cruza por Taninga, conecta Pocho con la Ciudad de Córdoba y con Carlos Paz y Tanti para luego, en el oeste, al cruzar la jurisdicción e ingresar en La Rioja recibir el nombre de ruta provincial (riojana) 20.

### Sismicidad
La región posee sismicidad media; y sus últimas expresiones se produjeron:
- 22 de septiembre de 1908 (116 años), a las 17.00 UTC-3, con 6,5 Richter, escala de Mercalli VII; ubicación 30°30′0″S 64°30′0″O / -30.50000, -64.50000; profundidad: 100 km ; produjo daños en Deán Funes, Cruz del Eje y Soto, provincia de Córdoba, y en el sur de las provincias de Santiago del Estero, La Rioja y Catamarca.

- 16 de enero de 1947 (78 años), a las 2.37 UTC-3, con una magnitud aproximadamente de 5,5 en la escala de Richter (terremoto de Córdoba de 1947)[3]

- 28 de marzo de 1955 (70 años), a las 6.20 UTC-3 con 6,9 Richter: además de la gravedad física del fenómeno se unió el desconocimiento absoluto de la población a estos eventos recurrentes (terremoto de Villa Giardino de 1955)

- 7 de septiembre de 2004 (20 años), a las 8.53 UTC-3 con 4,1 Richter

- 25 de diciembre de 2009 (15 años), a las 21.42 UTC-3 con 4,0 Richter

- 2 de febrero de 2013 (12 años), a las 11:01 UTC-3 con 3,2 Richter[3]

La Defensa Civil municipal debe:
- realizar anualmente simulacro de sismo
- entregar MANUAL DE PROCEDIMIENTOS PARA CATÁSTROFES a medios de comunicación
- advertir con abundante señalética sobre escuchar - obedecer acerca de:

Área de Media Sismicidad con 5,5 Richter, hace 78 años, otro de mayor cimbronazo hace 116 años por el terremoto de Cruz del Eje 1908 con 6,5 Richter.

## Demografía

### Estructura
Según el censo 2022 la población total del departamento es de 5 123 personas, repartidas en 2 535 mujeres y 2 588 hombres, con un índice de masculinidad de 102,1 hombres por cada 100 mujeres. 
La edad mediana de la población es de 36 años (tanto entre las mujeres como entre los hombres).
El 16,1% de la población tiene más de 65 años (frente al 13,8% en 2010), y el 3,7% de la población tiene más de 80 años (frente al 3,3% en 2010)

### Salud y educación
El 47,2% de la población tiene al menos un tipo de cobertura de salud. 
Unas 1 317 personas asisten a algún tipo de establecimiento educativo de cualquier nivel y unas 371 personas tienen un título terciario o superior (10,8% sobre el total de la población instruida). La tasa de alfabetización es del 99,8

### Migraciones
De las personas residentes en el departamento, unas 270 (5,2% del total de población) nacieron en otra provincia, y unas 30 (0,6% del total de población) lo hicieron fuera del país, provenientes de:
- España: 7 personas
- Bolivia: 3 personas
- Venezuela: 3 personas
- Brasil: 2 personas
- Chile: 2 personas
- Paraguay: 2 personas
- Uruguay: 2 personas
- Italia: 1 persona
- Ignorado: 8 personas

### Hogares
En el departamento hay un total de 2 798 viviendas  y 1 911 hogares. 
En cuanto al régimen de tenencia y regularidad de la propiedad de las viviendas, el 67,8% es propia, el 9,9% es alquilada, el 10,0% es cedida o prestada, y el resto se encuentra en otra situación.
Sobre el total de hogares, 1 061 (55,5% del total) tienen acceso a red pública de agua corriente, solo 26 (1,3% del total) tienen desagüe y descarga a red pública cloacal, solo 9 (0,5% del total) tienen acceso a red pública de gas, y 438 (22,9% del total) tienen acceso a red de internet en la vivienda., ubicando al departamento con los índices de infraestructuras más bajos, no solo entre los departamentos provinciales, sino de todo el país.

## Pedanías
Para fines catastrales el departamento se divide en 4 pedanías: 
- Chancaní
- Parroquia
- Represa
- Salsacate

## Localidades y gobiernos locales
El departamento comprende 7 gobiernos locales, cuyos ejidos municipales si bien son colindantes, no ocupan la totalidad del territorio departamental. 
Se encuentran categorizados en 1 municipio:
- Salsacate

Y 6 comunas:
- Chancaní
- Las Palmas
- Los Talares
- San Gerónimo
- Tala Cañada
- Villa de Pocho

La localidad de Taninga no se constituye en gobierno local y por tanto no posee autoridades propias, se encuentra dentro del ejido del municipio de Salsacate.
Otros parajes y centros de población no reconocidos como localidades censales:
- La Patria
- Las Chacras
- Los Quebrachitos
- Mistol
- Monte Achado
- Pozo del Tala

## Economía

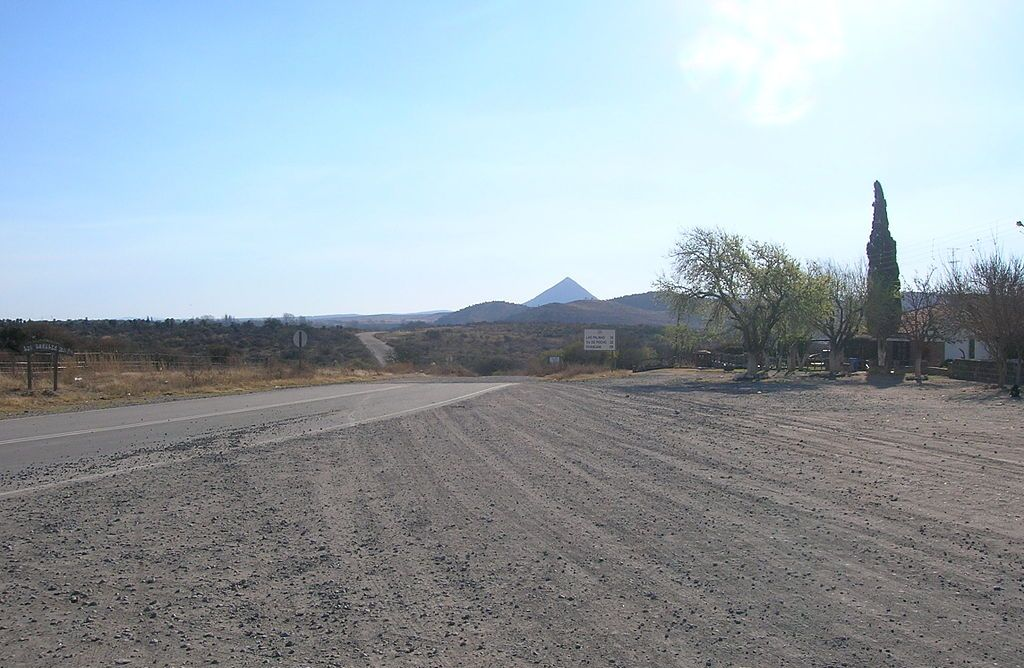
El extinto volcán Poca, visto desde Taninga.

La fuente principal de recursos de los habitantes consiste en la ganadería (de vacunos, caprinos, porcinos y ovinos  entre otros) y la agricultura, con el típico maíz, como principal producto regional (el cual le da el nombre a la fiesta estival de Salsacate). Es además poseedor de cultivos de soja, sorgo y  amaranto  para exportación, y también de hierbas aromáticas, como la peperina. Es un departamento con abundante vegetación en unas zonas, y muy escasa en otras, lo cual en algunos casos es una fuente de madera para uso particular y comercialización del producto.
La palmera caranday (conocida en Córdoba como "coco" pese a que no es cocotera), que solo se encuentra en áreas muy restringidas a nivel mundial, es una de las especies vegetales más abundantes, siendo esta un producto de exportación a Europa. Otro tipo de árboles utilizados comercialmente son el quebracho blanco, el algarrobo y el espinillo.